# 菲萊泰羅斯
菲萊泰羅斯（希腊語：Φιλέταιρος，約前343年—前263年），原先為安提柯的手下，後來轉為利西馬科斯的守將，統治帕加馬。菲萊泰羅斯開啟阿塔羅斯家族對帕加馬城的統治，雖然在他在世時仍臣服於塞琉古帝國，但終究其家族後代自塞琉古帝國獨立，並建立帕加馬王國。

## 早年

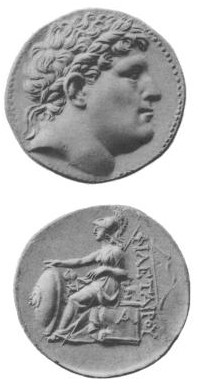
錢幣正面為菲萊泰羅斯的頭像，背面是戰爭和智慧女神雅典娜，此錢幣為歐邁尼斯一世時期製造。

菲萊泰羅斯出生於小亞細亞比提尼亞和帕夫拉戈尼亞（Paphlagonia）西部之間黑海邊的小鎮提翁（Tion）。他的父親名叫阿塔羅斯，可能來自馬其頓。母親是帕夫拉哥尼亞人，名為玻雅（Boa）。
菲萊泰羅斯是個閹人，雖然各學者們對於他閹割的理由不盡相同。史書中阿塔羅斯家族第一任帕加馬國王阿塔羅斯一世對此做出解釋，他說當菲萊泰羅斯還是嬰兒時，有一次他被帶入人群之中，但因為太擠了，他的睾丸就被擠爆了。引述道：
|                   | 提翁的菲萊泰羅斯從小就是個閹人，這是因為有次保母帶著還是幼兒的他穿過某場葬禮，當時那個情況有很多人在那，他就被陷入人群當中，擠壓得又很厲害，結果他就喪失生殖能力了。不過雖然他是宦官，但他受過良好的教育，並且值得信賴。 |
| ——斯特拉波 13.4.1 | |

一些學者相信這是阿塔羅斯一世的說詞，是為了讓他的家族祖先光彩一點，古時的人們會因為要在王室內任職宦官而去勢，但這是一件丟臉的行為。而事實上菲萊泰羅斯就是宦官。

## 繼業者的部下
前323年亞歷山大大帝劇逝，他的將軍陷入一連串繼業者內戰，其中有小亞細亞弗里吉亞總督安提柯、色雷斯的利西馬科斯、埃及的托勒密、巴比倫尼亞的塞琉古等人相互爭奪亞歷山大的遺產。起初菲萊泰羅斯是安提柯的手下多喀摩斯夥友，當前301年安提柯於伊普蘇斯戰役敗亡後，他轉投效利西馬科斯，並於前283年被命為帕加馬的守將，負責守護利西馬科斯存於該城的9000銀塔蘭同。

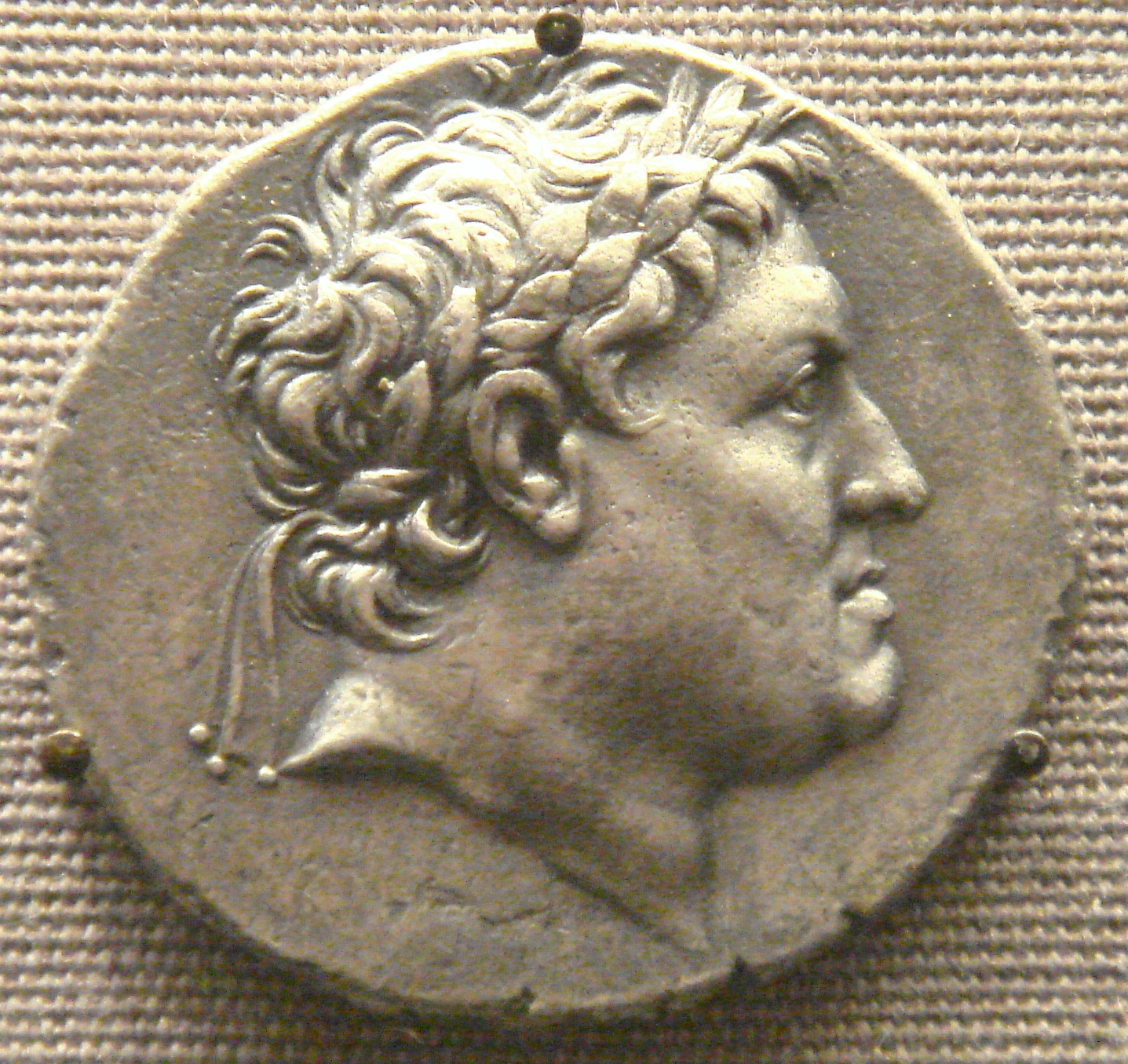
錢幣正面為菲萊泰羅斯的頭像，此錢幣為阿塔羅斯一世時期製造。今收藏於大英博物館。

菲萊泰羅斯在利西馬科斯麾下到前282年為止，當時利西馬科斯宮廷內因為第三任王后阿爾西諾伊的關係，爆發嚴重的宮廷鬥爭。菲萊泰羅斯對利西馬科斯失望並決定叛變，他決定把要地帕加馬城和那些財寶獻給塞琉古。塞琉古後來在前281年的庫魯佩迪安戰役擊殺利西馬科斯，把領土拓展到小亞細亞，但幾月後塞琉古來到原利西馬科斯的首都利西馬其亞時，被阿爾西諾伊的兄弟托勒密·克勞諾斯背叛而被殺。

## 帕加馬統治者
在短短的時間內塞琉古被刺殺，托勒密·克勞諾斯被軍隊擁立為國王，這導致還不穩定的小亞細亞政局更加混亂。考量塞琉古兒子安條克一世要一段時間才能前來為父王報仇，托勒密·克勞諾斯目前就在附近又握有重兵，菲萊泰羅斯身處要地身懷重金，無疑將是他們其中一方的攻擊對象。因此菲萊泰羅斯決定兩面討好，他以買回塞琉古屍首為名，給了托勒密·克勞諾斯一大筆應急的軍資，再把骨灰轉交給安條克一世來討好，並宣示臣服於塞琉古帝國。透過這個方法菲萊泰羅斯為自己保留帕加馬的統治權，還得到很大的自治權。
菲萊泰羅斯還透過那筆龐大資金來增加自己在帕加馬以外的影響力。在許多記錄可以看到菲萊泰羅斯贊助、捐贈給臨近的城市和神廟，如提洛島和德爾斐。當高廬人入侵時，他曾經提供軍隊、金錢和糧食給城市基濟科斯（Cyzicus），來幫助他們抵禦蠻族。透過這種方式，他讓他和家族贏得良好的名聲和善意。
在他統治將近40年的時間，他為帕加馬建造衛城、得墨忒耳神廟和帕加馬守護神雅典娜的神廟，並且他還興建了帕加馬第一個宮殿，並大大加強城內防禦設施，使其要塞化。
因為菲萊泰羅斯是個宦官，他終身未娶，且沒有自己的孩子。因此他收養兄弟歐邁尼斯的孩子歐邁尼斯一世來成為他的繼承人。在前263年菲萊泰羅斯死後，歐邁尼斯一世成為帕加馬新的統治者。除了歐邁尼斯二世以外，在日後每個阿塔羅斯王朝統治者都曾發行菲萊泰羅斯頭像的錢幣，並感謝這位王朝奠基者。

## 腳註
1. ↑  斯特拉波 12.3.8.
2. ↑  Hansen, p. 15.
3. 1 2  斯特拉波, 13.4.1 （页面存档备份，存于）.
4. ↑  保薩尼亞斯, 1.10.3, 4 （页面存档备份，存于）; 斯特拉波, 13.4.1 （页面存档备份，存于）
5. ↑  保薩尼亞斯, 1.10.5 （页面存档备份，存于）.
6. ↑  查士丁, 17.2 （页面存档备份，存于）; 斯特拉波, 13.4.1 （页面存档备份，存于）.
7. ↑  Hansen, pp. 18–19; 斯特拉波, 13.4.1 （页面存档备份，存于）.
8. ↑  Hansen, pp. 17, 18.
9. ↑  斯特拉波, 13.4.1 （页面存档备份，存于） ，保薩尼亞斯, 1.8.1 （页面存档备份，存于）
10. ↑  斯特拉波, 13.4.2 （页面存档备份，存于）.